# Тадей Погачар
Тадѐй Пога̀чар (на словенски: Tadej Pogačar) е словенски професионален колоездач.

## Биография
Роден е на 21 септември 1998 г. в Коменда, Словения. Баща му е дизайнер на мебели, а майка му е преподавателка по френски език. Има по-голям брат – Тилен. 
Тадей се присъединява към спортния клуб „Рог Любляна“ и започва да тренира, когато е 9-годишен. Учи в спортно училище. Първият му спорт е футболът, но бързо се преориентира към колоезденето.
През 2011 г., когато е едва на 13 години, го забелязва словенският колоездач – световен шампион, старши треньор и селекционер на словенския национален отбор по колоездене – Андрей Хауптман, който става треньор на Погачар.
През 2019 г. Тадей Погачар печели Обиколката на Калифорния, когато е едва 20-годишен, и така става най-младият състезател, печелил състезание от UCI World Tour. През същата година се присъединява към отбора по колоездене на ОАЕ и участва за първи път в Тур дьо Франс. Андрей Хауптман също се присъединява към отбора на ОАЕ като спортен директор и продължава да тренира и менторства Тадей.
Той е първият победител от Словения и вторият най-млад победител след Анри Корне, който печели състезанието на 19 години през 1904 г. С победата си през 2020 г. Тадей става единственият, изравнил постижението на белгиеца Еди Меркс да спечели три фланелки в една година, и е първият дебютант, спечелил Тур дьо Франс от 1983 г.
Погачар е победител в Тур дьо Франс през 2020 г., 2021 г., 2024 г. и 2025 г. С четири спечелени титли в "Тур дьо Франс" той дели второто място по най-много победи от състезанието с британеца Крис Фрум. Носи фланелката „Крал на планините“ в състезанията през 2020 и 2021 г. През 2021 г. печели наградата за най-добър състезател до 25-годишна възраст в Тур дьо Франс.
Печели Джиро ди Ломбардия в три поредни години – през 2021, 2022 и 2023 година. През 2023 г. печели и Обиколката на Фландрия, ставайки първият словенски шампион в състезанието.. През 2024 г. триумфира и на Джиро д'Италия. Участва във Вуелтата един единствен път – през 2019 година – завършвайки на трето място с три етапни победи.
През 2024 и 2025 г. е световен №1 при мъжете в състезанията на шосе. През 2023 г. става спортист на годината на Словения след анкета, проведена между 121 журналисти.